# Rory Storm and the Hurricanes
Rory Storm and the Hurricanes fue una banda de skiffle inglesa activa durante la década de 1960, famosa por ser la primera banda de Ringo Starr.

## Historia
En 1958, Alan Caldwell, (Rory Storm) formó un grupo de música skiffle y lo llamó ‘Al Caldwell’s Texans’. Caldwell cantó pese a padecer tartamudeo. Hacia 1959 cambió el nombre del grupo por ‘The Raving Texans’. Cambiaron varias veces el nombre del grupo hasta que, a finales de 1959, optaron por "Rory Storm and the Hurricanes".
Caldwell introdujo a Richard Starkey (Ringo Starr) como batería. La primera actuación de Ringo en este grupo tuvo lugar en el Mardi Gras Club en el centro de Liverpool el 28 de marzo de 1959.
A lo largo de sus primeros años en la música también cambiaron numerosas veces su vestuario, una vez llegaron a vestir todos de rojo, excepto el líder, Rory Storm, que lo hacía de rosa. En su primera actuación en Butlins (un conocido campamento inglés de vacaciones) vestían extravagantes trajes fluorescentes.
Al igual que el resto de grupos de skiffle de Merseyside evolucionaron hacia el conocido Rock 'n' roll, lo que les causó problemas en The Cavern Club, que por entonces, era un prestigioso club de Jazz y el rock'n'roll estaba prohibido. Cuando actuaron, junto con "The swinging bluejeans" ( conocido grupo de jazz), Rory comenzó tocando «Cumberland Gap» una canción de skiffle, cuando de repente cambió a «Whole lotta shakin' goin' on», todo el mundo comenzó a arrojar monedas de poco valor al grupo y a quejarse a los dirigentes del local para que acabasen con esta música. El dueño "Ray McFall" enfurecido, les hizo pagar una multa por tocar "esa música" y además, les hizo recoger las monedas dispersas por todo el escenario.
"Rory Storm and The Hurricanes" fueron la primera apuesta de Alan Williams, dueño y promotor de Liverpool, quien los contrató para actuar en el Kaiserkeller, en Hamburgo, pero debido a que ya estaban comprometidos en Butlins, Alan envió a "Derrie Wilkie and The Seniors" en su lugar. Pero cuando acabó la temporada en Butlins, "Rory Storm and The Hurricanes" sustituyeron a "Derrie Wilkie and The Seniors", convirtiéndose en el principal grupo, por encima de Los Beatles, quienes actuaban en apoyo de "Derrie Wilkie and The Seniors".
Durante la segunda temporada de Rory Storm and The Hurricanes en Butlins, Kingsize Taylor ofreció £20 al mes para ocupar el lugar del batería en "The Dominoes", Ringo accedió hasta que otro grupo le ofreció £25, Los Beatles bajo la figura de John Lennon.
Sin embargo, este no fue el final de Rory Storm & the Hurricanes, aunque su posición en la cima de la jerarquía Merseybeat se deslizaba rápidamente, no solo a la luz de la subida meteórica de los Beatles a la fama internacional, sino también de muchas otras bandas de Liverpool. Storm mientras tanto ni siquiera pudo conseguir un contrato discográfico, aunque él y su banda consiguieron grabar tres canciones para las compilaciones de mediados de 1963 This Is Mersey Vol. Beat. 1 y This is Mersey Vol. Beat. 2 . El sello independiente británico que había emitido estas compilaciones también extendió una sola de dos de estos números, " Dr. Feelgood " y "I Can Tell ", a finales de 1963. Estos, sin embargo, muestran parte de los problemas que Rory Storm & the Hurricanes tenían en la competencia con otros grupos británicos en ese momento: su repertorio totalmente constituidos en torno a los primeros temas de rock americano y estándares populares, la voz nerviosa y temblorosa de Storm parecía carecer de poder y presencia.

## Discografía
- 2012: «Live At The Jive Hive»

## Miembros
Miembros principales
- Rory Storm: voz
- Ty Brian: guitarra
- Johnny Byrne: guitarra
- Lu Walters: bajo
- Ringo Starr: batería